# Кравцово (Московская область)
Кравцово — деревня в Ступинском районе Московской области в составе Семёновского сельского поселения (до 2006 года входила в Ивановский сельский округ). На 2015 год в Кравцово, фактически, дачный посёлок: при 23 жителях в деревне 6 улиц, 2 проезда и 2 садовых товарищества. Впервые в исторических документах упоминается в 1472 году, как сельцо Кравцовское, как деревня Кравцово — с XVI века.

## Население
| 2002 | 2006 | 2010 |
| ---- | ---- | ---- |
| 10   | ↘9   | ↗23  |

Кравцово расположено в центральной части района, в 1 км от внешней стороны большого Московского кольца, на реке Сосенке, левом притоке реки Лопасня, высота центра деревни над уровнем моря — 142 м. Ближайшие населённые пункты: Калянино — около 300 м на восток, Протасово — примерно в 0,9 км на северо-восток и Семёновское — около 1,5 км на северо-запад.